# Drienovo
Drienovo (em húngaro: Csábrágsomos) é um município da Eslováquia, situado no distrito de Krupina, na região de Banská Bystrica. Tem 15,32 km² de área e sua população em 2018 foi estimada em 109 habitantes.

## Demografia
| Ano:        | 1994 | 2004   | 2014    | 2024    |
| ----------- | ---- | ------ | ------- | ------- |
| Broj ljudi: | 127  | 128    | 111     | 97      |
| Razlika:    |      | +0,78% | -13,28% | -12,61% |

| Ano:               | 2023 | 2024   |
| ------------------ | ---- | ------ |
| Número de pessoas: | 99   | 97     |
| Diferença:         |      | -2,02% |